# Пуласки (окръг, Мисури)
Окръг Пуласки (на английски: Pulaski County) е окръг в щата Мисури, Съединени американски щати. Площта му е 1427 km², а населението - 41 165 души (2000). Административен център е град Уейнсвил.